# Пригородный (Красноярский край)
При́городный — посёлок в Минусинском районе Красноярского края. Входит в состав Знаменского сельсовета.

## География
Посёлок находится к югу от реки Лугавка и автодороги 04Н-619, на расстоянии примерно 23 км (по прямой) к юго-востоку от города Минусинск, административного центра района.
Климат
Климат характеризуется как резко континентальный, с продолжительной морозной зимой и коротким тёплым летом. Среднегодовая температура воздуха составляет −3,4 °С. Средняя температура воздуха самого тёплого месяца (июля) составляет 16,9 °C; самого холодного (января) — −22,4 °C. Среднегодовое количество атмосферных осадков составляет 510 мм.

## Население
| 2010 |
| ---- |
| 122  |

Половой состав
По данным Всероссийской переписи населения 2010 года, в гендерной структуре населения мужчины составляли 52,5 %, женщины — соответственно 47,5 %.
Национальный состав
Согласно результатам переписи 2002 года, в национальной структуре населения русские составляли 76 % из 152 чел.